# Olimdżon Rafikow
Olimdżon Kiaszafowicz Rafikow, tadż. Олимҷон Кяшафович Рафиқов, ros. Алимджон Кяшафович Рафиков, Alimdżon Kiaszafowicz Rafikow (ur. 30 kwietnia 1962 w Duszanbe, Tadżycka SRR) – tadżycki piłkarz pochodzenia tatarskiego, grający na pozycji obrońcy, trener piłkarski. Posiada też obywatelstwo rosyjskie.

## Kariera piłkarska
Wychowanek Szkoły Sportowej Pamir Duszanbe. W 1979 rozpoczął karierę piłkarską w Pachtakorze Kurgonteppa. W 1981 został powołany do służby wojskowej. W 1983 po zwolnieniu z wojska powrócił do Pachtakoru Kurgonteppa. W 1984 został zaproszony do Pamiru Duszanbe. W 1986 przeniósł się do Kajratu Ałmaty. W 1989 powrócił do Pamiru Duszanbe. W 1992 podpisał kontrakt z rosyjskim Zenitem Petersburg. W 1983 odszedł do KAMAZu Nabierieżnyje Czełny. Latem 1995 został piłkarzem Nieftiechimika Niżniekamsk. W 1999 roku zakończył karierę piłkarza w KAMAZie Nabierieżnyje Czełny.

## Kariera trenerska
Po zakończeniu kariery piłkarza rozpoczął pracę szkoleniowca. Ukończył Wyższą Szkołę Trenerów w Moskwie. Najpierw trenował zespół Turbina Nabierieżnyje Czełny. Potem pracował w klubach Ałnas Almietjewsk, KAMAZ Nabierieżnyje Czełny i juniorskiej drużynie Rubinu Kazań rocznika 1993. W 2010 stał na czele Istiklolu Duszanbe, którym prowadził do marca 2012. W sierpniu 2011 roku również został mianowany na pełniącego obowiązki głównego trenera narodowej reprezentacji Tadżykistanu, którą kierował do lutego 2012.

## Sukcesy i odznaczenia

### Sukcesy piłkarskie
Kajrat Ałmaty
- zdobywca Pucharu Federacji Piłki Nożnej ZSRR: 1988

### Sukcesy trenerskie
Istiklol Duszanbe
- mistrz Tadżykistanu: 2010, 2011
- zdobywca Pucharu Tadżykistanu: 2010
- finalista Pucharu Tadżykistanu: 2011
- zdobywca Superpucharu Tadżykistanu: 2010, 2011

### Odznaczenia
- tytuł Mistrza Sportu ZSRR: 1988